# Michael Utsch
Michael Utsch (* 1960 in Gießen) ist ein deutscher Psychologe, Psychotherapeut und Religionspsychologe.
Utsch studierte evangelische Theologie (Vordiplom) sowie Psychologie (Abschluss Diplom) an der Universität Bonn und arbeitet als approbierter Psychotherapeut. Klinisch arbeitete er zwischen 1990 und 1996 in der Rehabilitation Suchtkranker und in der Psychosomatik. 1995 promovierte er in Psychologie mit einer Arbeit über Grundmerkmale wissenschaftlicher Religionspsychologie. 1997 wurde er wissenschaftlicher Referent der Evangelischen Zentralstelle für Weltanschauungsfragen (EZW). Diese Tätigkeit führt er seit 2019 in Teilzeit fort, daneben ist er als niedergelassener Psychotherapeut, Weiterbildungsdozent in Kliniken und psychotherapeutischen Fachgesellschaften sowie Lehrbeauftragter an verschiedenen Universitäten wie der Humboldt-Universität zu Berlin tätig. Er leitet das DGPPN-Referat „Religiosität und Spiritualität“ und ist Redaktionsmitglied der Zeitschriften „Spiritual Care“ und „Mental Health, Religion and Culture“. Seit 2013 ist er Honorarprofessor an der pietistisch geprägten Evangelischen Hochschule Tabor in Marburg.

## Werke (Auswahl)
- ABC der Weltanschauungen (Hg.). Baden-Baden: Nomos 2024. DOI:10.5771/9783748947806, open access: https://www.nomos-elibrary.de/10.5771/9783748947806/abc-der-weltanschauungen
- Psychologie des Glaubens. Einführung in die Religionspsychologie (zus. mit Sarah Demmrich). Göttingen: UTB 2023.  DOI:10.36198/9783838560564
- Religionssensible Psychotherapie und Psychiatrie. Basiswissen und Praxis-Erfahrungen (Hg. mit Norbert Mönter und Andreas Heinz). Kohlhammer, Stuttgart 2020.
- Religiöse und spirituelle Sinnsuche in der Psychotherapie. Georg Milzner und Michael Utsch im Gespräch mit Uwe Britten. Vandenhoeck & Ruprecht, Göttingen 2019
- Fallbuch Spiritualität in Psychotherapie und Psychiatrie (Hg. mit Eckhard Frick, Isgard Ohls, Gabriele Stotz-Ingenlath). Vandenhoeck & Ruprecht, Göttingen 2018.
- Martina Kessler, Werner Schäfer, Michael Utsch (Hrsg.): Menschen begleiten: individuell - ganzheitlich - geistlich. LIT Verlag, 2018, ISBN 978-3-643-14139-2.
- Michael Utsch, Raphael Bonelli, Samuel Pfeifer: Psychotherapie und Spiritualität – Mit existenziellen Konflikten und Transzendenzfragen professionell umgehen. Springer-Verlag Berlin. 2. Auflage 2018
- Religiöse Fragen in der Psychotherapie. Psychologische Zugänge zu Religiosität und Spiritualität. 2005, Stuttgart: Kohlhammer.
- Pathologische Religiosität. 2012. Stuttgart: Kohlhammer
- Religionspsychologie: Voraussetzungen, Grundlagen, Forschungsüberblick. 1998, Stuttgart: Kohlhammer.